# Bentonita

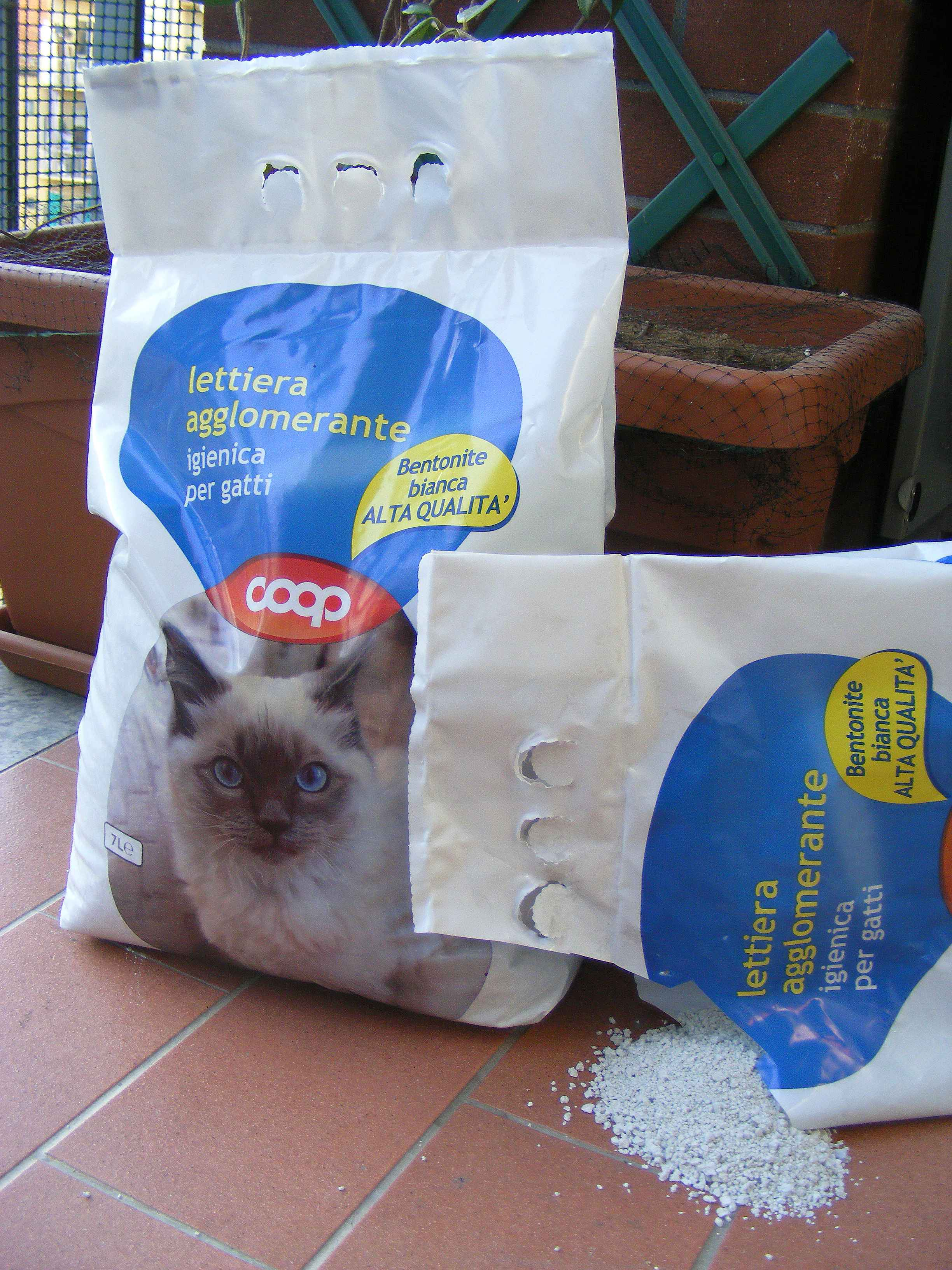
Bentonita

Bentonita ou bentonite é a designação dada uma mistura de argilas geralmente impura, de grãos muito finos. O tamanho das partículas é seguramente inferior a 0,03% do grão médio da caolinita.
Consiste principalmente de montmorillonite (60 a 80%) podendo conter outras argilas em maior ou menor proporção (nomeadamente illita e caulinita) além de quartzo, feldspatos, pirita ou calcita. Forma-se geralmente por alteração de cinzas vulcânicas. Contém muitas bases e ferro.
O nome advém de um depósito em Fort Benton, EUA.
Existem alguns tipos de bentonitas e seus nomes dependem dos elementos predominantes, tais como K, Na, Ca, e Al.
O tipo mais normal é a cálcica. A sódica incha quando recebe água. O ferro que contém sempre lhe dá cor, ainda que exista também uma bentonita branca.
Este tipo dará uma melhor cor em redução que na oxidação quando se emprega na fabricação de objetos de porcelana. Existem diversos tipos de bentonita que variam tanto na plasticidade como na dureza. Existem umas poucas, como a terra de batan, que carecem totalmente de plasticidade.
É uma argila muito pegajosa com um alto grau de encolhimento (as ligações entre as camadas unitárias permitem a entrada de uma quantidade superior de água que na caolinita) e tem tendência a fraturar-se  durante o cozimento e o esfriamento. Por este motivo não convém trabalhá-la sozinha como matéria predominante de uma massa. Sua grande plasticidade pode servir de grande ajuda a objetos de porcelana. Também ajuda à suspensão de vernizes.

## Bentonita sódica
A bentonita sódica expande-se quando molhada, possivelmente absorvendo algumas vezes sua massa seca em água. Por causa de suas excelentes propriedades coloidais é frequentemente usada em lodo bentonítico lubrificante de escavações para perfurações de óleo e gás e para investigações geotécnicas e ambientais.
A propriedade de inchamento também faz a bentonita sódica útil como um selante, especialmente para a vedação de sistemas de dispositivos subsuperficiais para deposição de combustível nuclear e para quarantenas de poluentes metálicos de águas de subsolo. Usos similares incluem construção de muros de contenção, impermeabilização de paredes no subsolo e formação de outras barreiras impermeáveis:  e.g., para selagem externa de poços, para seloagem de poços velhos, ou como um forro na base de aterros sanitários para impedir a migração do chorume.

## Bentonita cálcica
A bentonita cálcica é um útil absorvente de íons em solução, bem como de gorduras e óleos. É o principal ingrediente ativo da terra Fuller, possivelmente um dos mais antigos agentes de limpeza industrial.
A bentonita cálcica pode ser convertida em bentonita sódica com o propósito de exibis as propriedades da bentonita sólida, através de um processo de troca de íons. Na prática, isso significa adicionar 5 a 10% de uma solução solúvel de sódio tal que o carbonato de sódio umedeça a bentonita. Com o tempo, a troca de íons acontecerá e água será removida do cálcio. Algumas propriedades, como a viscosidade e a suspensão de íons, podem não ser totalmente equivalentes daquelas da bentonita sódica natural. Por exemplo, carbonetos de cálcio residuais (formados se a troca de cátions for insuficiente removida) podem acarretar em desempenho inferior em revestimentos geossintéticos.

## Aplicações
Montmorillonita pertence ao grupo das esmectitas, independentemente de sua origem ou ocorrência. Possuem como principais características principais o alto poder de inchamento, até 20 vezes seu volume inicial, atingindo espaços interplanares de até 100 Â?, elevada superfície (até 800 m²/g), com capacidade de troca catiônica (CTC) na faixa de 60 a 170 meq/100g e tixotropia. Características peculiares como estas lhe conferem propriedades muito específicas, que lhe permitem aplicações nas mais diversos áreas.
- Em engenharia civil e trabalhos com fundações, para sustentação de terra, na forma de lodo bentonítico.
- Em construção, como material de selamento.
- Na elaboração de graxas lubrificantes.
- No tratamento de solo, para melhorar a condutividade do mesmo, melhorando o aterramento das redes de distribuição de energia elétrica.
- Na elaboração de aromatizantes.
- Na indústria do vinho como clarificante protêico.
- Na indústria petrolífera ligada com água para fabricar lodos de perfuração.
- Na transcrição in vitro a partir de DLPs de Rotavirus.
- Alimentação animal para eliminação de toxinas de alimentos (este uso encontra fenomenologia similar entre animais selvagens, como entre os macacos e os elefantes).